# Жаналицький сільський округ
Жанали́цький сільський округ (каз. Жаңалық ауылдық округі, рос. Жаналыкский сельский округ) — адміністративна одиниця у складі Аксуського району Жетисуської області Казахстану. Адміністративний центр — село Жаналик.
Населення — 744 особи (2021; 900 у 2009, 995 у 1999, 1470 у 1989).
Станом на 1989 рік існувала Жаналицька сільська рада (село Жаналик).